# 洞涇駅
座標: 北緯31度5分13秒 東経121度13分33秒 / 北緯31.08694度 東経121.22583度
洞涇駅（どうけいえき）は上海市松江区に位置する上海地下鉄9号線の駅である。

## 駅構造
- 相対式ホーム1面2線を有する高架駅。

## 歴史
- 2007年12月29日 - 開業。

## 隣の駅
上海軌道交通
■9号線
松江大学城駅 - 洞涇駅 - 佘山駅